# Нижнее Кадиозеро
Нижнее Кадиозеро — озеро на территории Куземского сельского поселения Кемского района Республики Карелия.

## Общие сведения
Площадь озера — 1 км², площадь водосборного бассейна — 79,2 км². Располагается на высоте 100,3 метров над уровнем моря.
Форма озера лопастная. Берега каменисто-песчаные, местами заболоченные.
Через озеро протекает река Кадиречка.
Населённые пункты и автодороги возле озера отсутствуют. Ближайший — посёлок Шомба — расположен в 18 км к югу от озера.
Код объекта в государственном водном реестре — 02020000711102000003825.